# Mistrzostwa Świata w Piłce Nożnej 2002 (eliminacje strefy CONMEBOL)
W eliminacjach do finałów Mistrzostw Świata w Piłce Nożnej 2002 w Korei Południowej i Japonii w strefie CONMEBOL brało udział 10 reprezentacji narodowych. Spośród nich 4 najlepsze uzyskały awans, natomiast piąta rozegrała baraż ze zwycięzcą strefy OFC (zobacz: Mistrzostwa Świata w Piłce Nożnej 2002 (eliminacje strefy OFC)). Strefa południowoamerykańska miała zatem 4,5 miejsca w finałach. 

## Zasady kwalifikacji
Wszystkie zespoły grały ze sobą systemem ligowym (mecz i rewanż z każdą drużyną). Cztery drużyny uzyskały automatyczny awans, a piąta zagrała dwumecz z Australią (zwycięzcą strefy Oceanii), który wyłonił kolejnego finalistę.